# 涼元悠一
涼元悠一（1969年1月13日—）是日本劇本作家、小說家。靜岡縣清水市（現靜岡縣清水區）出身。靜岡縣立清水東高等學校畢業。

## 經歷
1991年以短篇小說《我青春的北西壁》參加集英社的Cobalt大賞得到大賞。1992年3月，於集英社Cobalt文庫發表小說。1998年以《青猫之街》獲得日本幻想小说大賞優秀賞。
後來受《Kanon》感動而加入Key，參與《AIR》和《CLANNAD》的劇本，也有在同樣Visual Art's旗下的大熊貓寫劇本。首次擔當企畫的作品是2004年推出的《星之夢》。2005年9月退社，2006年9月加入AQUAPLUS。

## 作品列表

### 小說
單行本
- （集英社 Cobalt文庫，1992年3月）
- （新潮社，1998年12月）
- （SB創意 GA文庫，2006年12月）
- 星之夢（Visual Art's VA文庫，2008年10月）

短篇
- （「入選作品集(8)」，集英社 Cobalt文庫，1992年10月）
- 連衣裙（「Official Another Story CLANNAD 在被光守護的坡道上」，MediaWorks，2005年11月）

### 遊戲
- AIR（劇本支援，2000年9月）
- CLANNAD（劇本，2004年4月）
- 星之夢（企畫、劇本，2004年11月）
- 白色相簿 -被點綴的冬之回憶-（劇本協力，2010年6月）
- 傳頌之物 虛偽的假面（劇本，2015年9月）
- 傳頌之物 二人的白皇（劇本，2016年9月）

### 其他
- （SHUWA SYSTEM，2006年8月）

## 外部連結
- http://suzumoto.jp/ （页面存档备份，存于）（日語）